# Tellervo kurarensis
Tellervo kurarensis är en fjärilsart som beskrevs av Jinhaku Sonan 1931. Tellervo kurarensis ingår i släktet Tellervo och familjen praktfjärilar. Inga underarter finns listade i Catalogue of Life.